# TJ Start Janov
TJ Start Janov (celým názvem: Tělovýchovná jednota Start Janov, zapsán jako: TJ Start Janov z.s.) je český fotbalový klub sídlící ve městě Janov na Moravě přesněji v moravských enklávach ve Slezsku v okrese Bruntál, Moravskoslezském kraji. V roce 2015 změnil název na TJ Start Janov z.s. Své domácí zápasy hraje na fotbalovém stadionu Janov. Klub hraje v Okresní soutěži okresu Bruntál (8. nejvyšší soutěž).

## Umístění v jednotlivých sezonách
Stručný přehled
- 2004–2005: Základní třída okresu Bruntál − sk. A
- 2005–2008: Okresní soutěž okresu Bruntál
- 2008–2012: Základní třída okresu Bruntál − sk. A
- 2012–: Okresní soutěž okresu Bruntál

Jednotlivé ročníky
Legenda: Z - zápasy, V - výhry, R - remízy, P - porážky, VG - vstřelené góly, OG - obdržené góly, +/- - rozdíl skóre, B - body, červené podbarvení - sestup, zelené podbarvení - postup, fialové podbarvení - reorganizace, změna skupiny či soutěže
| Česko (2004– ) |                                       |        |    |    |   |    |    |     |      |    |        |
| Sezóny         | Liga                                  | Úroveň | Z  | V  | R | P  | VG | OG  | +/-  | B  | Pozice |
| 2004/05        | Základní třída okresu Bruntál − sk. A | 10     | 12 | 3  | 3 | 6  | 19 | 30  | -11  | 12 | 6.     |
| 2005/06        | Okresní soutěž okresu Bruntál         | 9      | 26 | 8  | 9 | 9  | 43 | 53  | -10  | 33 | 9.     |
| 2006/07        | Okresní soutěž okresu Bruntál         | 9      | 24 | 7  | 4 | 13 | 43 | 69  | -26  | 25 | 11.    |
| 2007/08        | Okresní soutěž okresu Bruntál         | 9      | 22 | 5  | 1 | 16 | 31 | 80  | -49  | 16 | 10.    |
| 2008/09        | Základní třída okresu Bruntál − sk. A | 10     | 16 | 7  | 2 | 7  | 30 | 35  | -5   | 23 | 6.     |
| 2009/10        | Základní třída okresu Bruntál − sk. A | 10     | 14 | 8  | 0 | 6  | 40 | 30  | +10  | 24 | 3.     |
| 2010/11        | Základní třída okresu Bruntál − sk. A | 10     | 14 | 7  | 2 | 5  | 35 | 31  | +4   | 23 | 4.     |
| 2011/12        | Základní třída okresu Bruntál − sk. A | 10     | 16 | 6  | 2 | 8  | 39 | 49  | -10  | 20 | 5.     |
| 2012/13        | Okresní soutěž okresu Bruntál         | 9      | 26 | 14 | 4 | 8  | 78 | 52  | +26  | 46 | 7.     |
| 2013/14        | Okresní soutěž okresu Bruntál         | 9      | 20 | 9  | 4 | 7  | 48 | 34  | +14  | 31 | 5.     |
| 2014/15        | Okresní soutěž okresu Bruntál         | 9      | 22 | 10 | 4 | 8  | 46 | 40  | +6   | 34 | 5.     |
| 2015/16        | Okresní soutěž okresu Bruntál         | 9      | 18 | 5  | 5 | 8  | 44 | 54  | -10  | 20 | 7.     |
| 2016/17        | Okresní soutěž okresu Bruntál         | 9      | 20 | 8  | 0 | 12 | 49 | 75  | -26  | 24 | 7.     |
| 2017/18        | Okresní soutěž okresu Bruntál         | 9      | 20 | 5  | 3 | 12 | 41 | 76  | -35  | 18 | 9.     |
| 2018/19        | Okresní soutěž okresu Bruntál         | 9      | 18 | 1  | 2 | 15 | 20 | 107 | -87  | 5  | 10.    |
| 2019/20        | Okresní soutěž okresu Bruntál         | 9      | 10 | 1  | 1 | 8  | 16 | 57  | -41  | 4  | 11.    |
| 2020/21        | Okresní soutěž okresu Bruntál         | 9      | 7  | 1  | 1 | 5  | 11 | 27  | -16  | 4  | 12.    |
| 2021/22        | Okresní soutěž okresu Bruntál         | 9      | 22 | 4  | 1 | 17 | 22 | 126 | -104 | 13 | 12.    |
| 2022/23        | Okresní soutěž okresu Bruntál         | 9      | 18 | 2  | 0 | 16 | 17 | 98  | -81  | 6  | 9.     |
| 2023/24        | Okresní soutěž okresu Bruntál         | 9      | 14 | 0  | 0 | 14 | 6  | 100 | -94  | 0  | 8.     |
| 2024/25        | Okresní soutěž okresu Bruntál         | 9      | 9  | 0  | 1 | 8  | 13 | 44  | -31  | 1  | 8.     |

Poznámky:
- 2019/20: Sezona nedohrána kvůli pandemii covidu-19.
- 2020/21: Sezona nedohrána kvůli pandemii covidu-19.